# Marek Zdrojewski
Marek Michał Zdrojewski (ur. 29 września 1961 w Gdyni) – polski polityk i menedżer, w latach 1997–1999 minister łączności.

## Życiorys
Ukończył studia na Wydziale Prawa i Administracji Uniwersytetu Gdańskiego, po czym pracował na tej uczelni. Współpracował z pismem „Młoda Polska” redagowanym przez Wiesława Walendziaka, w okresie przemian politycznych dołączył do Zjednoczenia Chrześcijańsko-Narodowego. Od 15 marca 1992 do 15 października 1993 pełnił funkcję podsekretarza stanu w Ministerstwie Przekształceń Własnościowych. W latach 1993–1994 przewodniczył radzie nadzorczej Huty Katowice. Od 1994 do 1996 był dyrektorem Biura Ekonomiczno-Finansowego Telewizji Polskiej.
Od 31 października 1997 do 26 marca 1999 sprawował urząd ministra łączności w rządzie Jerzego Buzka. W 1998 wstąpił do Zjednoczenia Chrześcijańsko-Narodowego, odszedł po utracie partyjnej rekomendacji ZChN do zajmowania tego stanowiska. Od października 2000 do października 2001 był prezesem Urzędu Regulacji Telekomunikacji.
Zajął się następnie prowadzeniem własnej działalności gospodarczej w branży konsultingowej. Powoływany w skład organów zarządzających i nadzorczych m.in. przedsiębiorstw telekomunikacyjnych, OBOP-u, Fundacji Dzieło Nowego Tysiąclecia.